# Joseph Urusemal
Joseph John Urusemal (ur. 19 marca 1952) – prezydent Mikronezji w latach 2003–2007. Wybrany na ten urząd 11 maja 2003 przez Kongres Narodowy, jeszcze tego samego dnia zaprzysiężony. Zastąpił na tym stanowisku Leo Falcama. Funkcję swą pełnił do 11 maja 2007.